# رياخون
رياخون (بالفارسية: ریاخون) هي قرية تقع في قسم زازران الريفي (مقاطعة فلاورجان) في إيران. يقدر عدد سكانها بـ 1,482 نسمة .